# 勒普莱西马塞
勒普莱西马塞（法語：Le Plessis-Macé，法語發音：[lə plɛsi mase] ⓘ）是法国曼恩-卢瓦尔省的一个旧市镇，属于昂热区。2016年1月1日，勒普莱西马塞和相邻的另外3个市镇合并为新市镇安茹地区隆格内（Longuenée-en-Anjou）。

## 地理
勒普莱西马塞（47°32'32"N, 0°40'23"W）面积7.99 平方千米，位于法国卢瓦尔河地区大区曼恩-卢瓦尔省，该省份为法国西部内陆省份，大致对应安茹地区，北起顺时针与马耶讷省、萨尔特省、安德尔-卢瓦尔省、维埃纳省、德塞夫勒省、旺代省、大西洋卢瓦尔省和伊勒-维莱讷省接壤。
与勒普莱西马塞接壤的市镇（或旧市镇、城区）包括：拉梅尼亚讷、拉芒布罗勒-叙隆格内、蒙特勒伊-瑞涅。
勒普莱西马塞的时区为UTC+01:00、UTC+02:00（夏令时）。

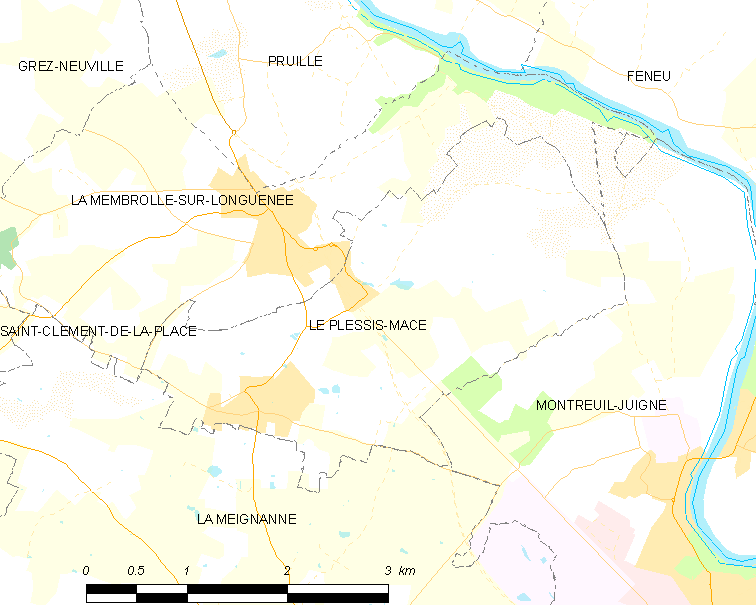
勒普莱西马塞的OSM定位图

## 行政
勒普莱西马塞的邮政编码为49220，INSEE市镇编码为49242。

## 政治
勒普莱西马塞所属的省级选区为昂热第四县。

## 人口

1962-2008年间勒普莱西马塞人口变化图示

勒普莱西马塞于2018年1月1日时的人口数量为1295人。